# Ігнацій Вітославський
Ігнацій Вітославський  герба Нечуя (нар. близько 1790 — †близько 1870) — власник маєтку в Чернятині, Вінницької області.
Син обозного польного коронного Ігнація Вітославського і Теклі Домбської. Чоловік Розини Дембовської, батько Розини, Зофії, Марії, Гелени, Терези та Костянтина Вітославських.
У 1830 році Ігнацій Вітославський збудував у своєму маєтку в Чернятині неоготичний палац Вітославський, спроектований Генріком Іттаром. Під час листопадового повстання (1830—1831 рр.) командував 50 партизанськими частинами. У 1831 р. через наближення значних російських сил він розпустив їх, а потім відійшов до Києва. У 1865 році палац та його майно були конфісковані російською владою внаслідок січневого повстання (1863 р.). Пізніше Чернятин став приданим для Теклі Домбровської, яка була внукою генерала Томаша Домбровського[хто це?].